# Canal 3 (Guatemala)
El Canal 3 de Guatemala es un canal de televisión abierta guatemalteco, de programación generalista, operado por la empresa Chapín TV. Fue lanzado en 1956 y actualmente es propiedad de grupo Albavisión.

## Historia
El 15 de mayo de 1956, el Canal 3 inicia transmisiones y se convierte la primera estación privada de Centroamérica. Sus primeros estudios estuvieron ubicados en la 8º avenida y 9º calle de la zona 1, su antena estaba ubicada en el centro de la ciudad. En 1961 sus estudios quedaron destruidos tras un incendio, lo que obligó al canal a estar fuera del aire por unos meses. Más adelante, muda sus instalaciones a un local en Las Majadas, zona 11.
El canal es considerado «pionero de la televisión» ya que fue el primero en realizar transmisiones en vivo desde unidades móviles y en emitir a color (quinto país en América Latina después de México, Cuba, República Dominicana y Venezuela).
En 1968, las instalaciones del Canal 3 fueron saqueadas, y el 4 de febrero de 1976 sufrió pérdidas materiales por un terremoto. En la década de 1980, incorporó el sonido estéreo, pero en 1982 el gobierno de Efraín Ríos Montt dio la orden de cerrar el canal por alrededor de un mes. En 1990, comenzó a transmitir las 24 horas del día. La estación celebró en 2006 sus 50 años al aire y con ello, realizó sus primeras emisiones en alta definición durante la Copa del Mundo Alemania 2006 de forma experimental en el Canal 19 de la banda UHF.

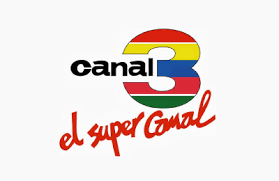
Imagen anterior del canal y su eslogan utilizado hasta 2022.

En 2015, se decidió crear una agrupación llamándose Grupo Chapín TV, junto con sus canales hermanos.
Desde el 11 de noviembre de 2022, Canal 3, junto con los 4 canales de Albavisión Guatemala, hicieron un cambio total de imagen, estrenando nuevo logotipo y así, dejando de utilizar tras más de 60 años el eslogan de "El Super Canal", transformándose en "Canal 3: Junto a Tí".
En marzo de 2025, canal 3 comienza sus transmisiones de forma nativa en full HD, esto al igual que sus canales hermanos.

## Programación
El Canal 3 al ser una señal de programación generalista, cuenta con un espacio informativo, programación propia y a veces en simultáneo con Canal 7 o Canal 11.

### Programas nacionales
- Telediario
- Expedientes
- Al Sur de la Frontera: Informe especial sobre la llegada ilegal de emigrantes centroamericanos a los Estados Unidos y México, en coproducción con Canal 12 de El Salvador y VTV de Honduras.

### Eventos
- Festival Árbol Gallo
- Luces campero

### Transmisiones deportivas
- Copa Mundial de la FIFA (1970-2014; 2026)

### Programas anteriores
- Al Filo de la Noche
- Con Buena Onda
- Aló que tal América
- Aquí el Mundo
- Dimensión con Dionisio Gutiérrez
- Combate Guatemala
- Secretos de Cocina
- UEFA Champions League
- UEFA Europa League

## Eslóganes
- 1956-2022: El Super Canal
- 1981: 25 años de ser el Super Canal
- 1986: 30 años, siendo el Super Canal
- 1991: El canal de las series preferidas
- 1995: Con el Super Canal, la televisión llega más
- 1995-2002: La televisión llega más
- 1995: 39 años de televisión en Centroamérica
- 1996: 40 años, siendo la televisión llegando a más
- 2003-2006: Con nosotros, la televisión llega más
- 2006: 50 años de ser el primero y el mejor
- 2007:  Usted esta donde debe estar
- 2006-2016; 2020-2021: Oro de la televisión centroamericana
- 2010-2015: Siempre un paso adelante de los demás
- 2022-2023: Junto a ti
- Navidades de 2022 y 2023: Somos una sola familia
- Mayo de 2023: 67 años de estar... Junto a ti
- Sólo en partidos de fútbol: Con nosotros, el fútbol llega más
- 2023-presente: Aquí... en Canal 3

## Controversias

### Financiamiento electoral ilícito
El 2 de junio de 2016, la Comisión Internacional Contra la Impunidad en Guatemala y el Ministerio Público anunciaron el caso Cooptación del Estado. De acuerdo a las investigaciones, en 2008, el entonces candidato presidencial Otto Pérez Molina, secretario general del Partido Patriota, se perfilaba como el candidato presidencial. Debido a que su partido necesitaba de fondos, un grupo de empresas controladas por Roxana Baldetti fue usado para recibir dinero ilícito, entre ellas Comercial Urma, Publicmer, Publiases y Serpumer. Estas entidades empezaron a recibir flujos de dinero de Radio y Televisión de Guatemala y Televisiete.
Conforme avanzó la campaña, los canales incrementaron los pagos a las cuatro empresas hasta alcanzar la suma de Q.17,679,200,00. Mensualmente, se registraban dos pagos por Q.215,600,00, uno por cada canal. Ambas estaciones de televisión fueron beneficiadas con contratos millonarios después de la toma de posesión del nuevo gobierno en 2012.
Los pagos no se reportaron al Tribunal Supremo Electoral y fueron utilizados para la compra de vehículos nuevos: diez camiones, un bus y cinco camionetas, que fueron usados en la campaña presidencial del Partido Patriota.

## Logotipos

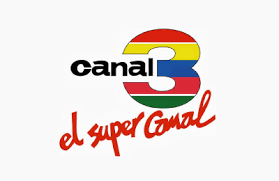
1996-2022